# Phitsanulok (provincie)
Phitsanulok (thajsky พิษณุโลก, dříve znám pod názvem Song Kwae) je provincie v severním Thajsku. Má rozlohu 10 816 km² a žije zde přibližně 859 tisíc obyvatel. Provincie Phitsanulok sousedí na severu s Laosem a dále s thajskými provinciemi Sukhothai, Uttaradit, Loei, Phetchabun, Phichit, Kamphaeng Phet.

## Administrativní členění
Phuket se dále dělí na 9 oblasti (Amphoe) a 93 menších správních celků (tambon) s celkem 1092 obcemi (muban).
1. Amphoe Mueang Phitsanulok
2. Amphoe Nakhon Thai
3. Amphoe Chat trakan
4. Amphoe Bang Rakam
5. Amphoe Bang Krathum
6. Amphoe Phrom Phiram
7. Amphoe Wat Bot
8. Amphoe Wang Thong
9. Amphoe Noen Maprang